# حسن‌آباد سرکل
حسن‌آباد سرکل روستایی در دهستان شوسف بخش شوسف شهرستان نهبندان استان خراسان جنوبی ایران است.

## جمعیت
بر پایه سرشماری عمومی نفوس و مسکن در سال ۱۳۹۵ جمعیت این روستا ۶۶ نفر (۲۰خانوار) بوده‌است.